# Бальдур фон Ширах

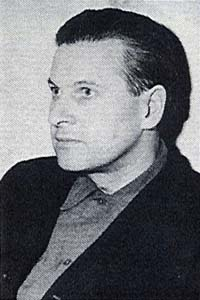
Бальдур фон Ширах під час Нюрнберського процесу

Бальдур Бенедикт фон Ширах (нім. Baldur Benedikt von Schirach; нар. 9 травня 1907, Берлін, Німецька імперія — пом. 8 серпня 1974, Креф, Німеччина) — німецький партійний і молодіжний діяч, рейхс'юґендфюрер (1933—1940), потім гауляйтер Відня. Обергруппенфюрер СА (1941).

## Біографія

### Дитинство і юність
Народився в Берліні в родині, що належала до стародавнього знатного серболужицького роду Ширах. Його батько, Карл Бейлі Норріс фон Ширах (1873—1948) був офіцером гвардійського полку Вільгельма II, пізніше вийшов у відставку і став директором театру, спочатку в Веймарі, потім у Відні. Мати Шираха, Емма Мідлтон Ширах (1872—1944), була американкою з Філадельфії. Батько фон Шираха теж мав американське коріння.
Бальдур почав вивчати німецьку мову лише в п'ятирічному віці, оскільки вдома батьки розмовляли суто англійською. У дитинстві він писав вірші і грав на скрипці. Довгий час мріяв про кар'єру музиканта. У віці 10 років батьки надіслали його в містечко Бад-Берка в Тюрінгії, в закритий інтернат, в якому принципи виховання дітей ґрунтувалися на ідеях педагога-реформатора Германа Літца. Поряд з фізичним і моральним вихованням велика увага приділялася викладанню наукових дисциплін.

### Між світовими війнами
Після закінчення Першої світової війни його патріотично налаштований старший брат Карл пережив потужну психологічну кризу і покінчив життя самогубством, через що погляди Бальдура фон Шираха радикалізувалися. Його батьки також були незадоволені часами, що настали. Вони забрали його з інтернату, і він отримав домашню освіту.
У 1918 році вступив в Німецький молодіжний союз.
У 1924 році після закінчення веймарської гімназії Ширах вирушив до Мюнхена. Там він розпочав вивчати історію мистецтв та германістику. У цьому ж році він вступив до народного союзу «зброєносців», яким керували колишні офіцери з нелегальною організації «Чорний рейхсвер». Бальдур знаходився серед «зброєносців», коли ті в березні 1925 р. охороняли зал, де виступав нещодавно звільнений з в'язниці Гітлер. Після зборів Ширах був особисто представлений Гітлеру. За власним визнанням, став антисемітом, прочитавши книгу Генрі Форда «Міжнародне єврейство» [5].
29 серпня 1925 року вступив у НСДАП, в 1927 році — в СА. Займався активною агітацією серед молоді і студентів.
20 липня 1928 р. Ширах був обраний рейхсфюрером Націонал-соціалістичного союзу студентів Німеччини, рейхсштудентенфюрером (нім. Reichsstudentenführer) в імперському керівництві НСДАП. Проявив себе на цій посаді вмілим організатором. Того ж літа Ширах здійснив поїздку до Америки з матір'ю, де він зустрівся зі своїм дядьком Альфредом Норрісом, успішним банкіром з Уолл-стріт. Той запропонував племіннику зайняти солідну посаду у фірмі. Але Ширах відхилив цю пропозицію.
19 грудня 1928 року Ширах став одним із засновників молодіжного «Бойового союзу за німецьку культуру».
Ширах прагнув утвердитися в ролі лідера всієї німецької молоді. У 1929 р. він зробив перші спроби домогтися зменшення впливу керівника гітлер'югенду Курта Грубера, а в 1931 р. відкрито виступив з критикою на його адресу. Інтригуючи проти Грубера, Ширах встановив хороші відносини з шефом штурмовиків Ернстом Ремом, якому безпосередньо підпорядковувався гітле'рюгенд; він також безпосередньо звертався до Гітлера з пропозицією створити велику молодіжну організацію під контролем НСДАП. Гітлер спочатку не сприйняв ідеї Шираха серйозно, але врешті-решт 30 жовтня 1931 р. призначив Бальдура фон Шираха рейхсюгендфюрером НСДАП (нім. Reichsjugendfuhrer der NSDAP) і підпорядкував йому гітлер'югенд, студентський і шкільний націонал-соціалістичні союзи.
У травні 1932 Гітлер відновив самостійність молодіжної організації. 13 травня 1932 року Ширах став рейхсляйтером, перетворившись на повноправного керівника НСДАП. Його зрівняли в правах з Ремом. Своїм новим становищем Ширах відразу скористався для боротьби проти свого давнього суперника Теодора Адріана фон Рентельна, який тимчасово замість знятого Грубера виконував обов'язки керівника гітлер'югенду і націонал-соціалістичного союзу школярів. В результаті інтриг йому довелося залишити займану посаду.
З 17 червня 1932 року — керівник молоді Німецького рейху (нім. Jugendfuhrer des Deutsches Reiches). Очолив ліквідацію молодіжних організацій Німеччини та захоплення їхньої власності. Ширах став одним із творців майже релігійного культу фюрера. Здійснював виховання німецької молоді в дусі антисемітизму і нацизму, очолив військову підготовку, проведення польових навчань.
У жовтня 1936 уклав угоду з Генріхом Гіммлером, за яким члени гітлер'югенду, які відповідали вимогам СС, розглядалися як головне джерело поповнення СС. 1 грудня 1936 р. введений до складу імперського кабінету як керівник молоді. Тоді ж, на підставі декрету, гітлер'югенд був визнаний єдиною молодіжною організацією Німеччини. 11 серпня 1939 р. домовленості з Верховним командуванням вермахту зобов'язався проводити допризовну підготовку молоді відповідно до вимог, встановлених в армії.

### Поїздка в Іран
У грудні 1937 року здійснив поїздку в Іран з метою підтримки створення іранської бойскаутської організації. Візит широко висвітлювався іранської пресою. В ході поїздки була проведена офіційна зустріч з шахом Резою Пехлеві. З 1939 року створені за німецьким зразком бойскаутські загони стали обов'язковими організаціями в школах, а верховним їх керівником був призначений принц Мохаммед Реза Пехлеві.

### Друга світова війна
У грудні 1939 р. добровольцем вступив в вермахт, служив в елітному полку «Велика Німеччина», лейтенант, нагороджений Залізним хрестом 2-го класу.
У червні 1940 р. на вимогу Гітлера відкликаний з армії. Уміло керував гітлер'югендом, перетворивши його в масову молодіжну організацію — до 1940 року в її склад входило 97 % молодих людей призовного віку.
Однак і на самого фон Шираха були спрямовані інтриги його недоброзичливців, які провели проти нього кампанію, звинувативши в причетності до «дівочих спален», а також висміювали його аристократичні манери і походження. В результаті цих інтриг Гітлер 7 серпня 1940 р. призначив фон Шираха на менш важливу посаду — гауляйтера Відня (займав до 1945 р.), замінивши його на посаді глави гітлер'югенду Артуром Аксманом.
З 1940 р — імперський комісар оборони 17-го військового округу, що включав в себе територію гау Відень, Верхній Дунай і Нижній Дунай. Виступав з проєктом виселення з Відня всіх чехів та євреїв і перетворенню її в «німецьке місто». Керував висилкою з Відня 60 тис. євреїв, які залишились у місті, в Генерал-губернаторство.
З 28 вересня 1941 року — президент Великонімецької спілки бібліофілів.
З 29 червня 1942 року — член Сенату Німецької академії. З 16 листопада 1942 року — імперський комісар оборони Відня.

### Після війни
На Нюрнберзькому процесі 1946 року Шираха визнали винним у злочинах проти людяності і засудили до 20 років ув'язнення. Вирок він повністю відбув у берлінській військовій в'язниці Шпандау. Вийшов на свободу 30 вересня 1966 року.
У 1967 році опублікував у Гамбурзі книгу спогадів «Я вірив Гітлеру». Помер у Крьофе 8 серпня 1974 року.

## Особисте життя
31 березня 1932 року одружився з дочкою особистого фотографа Гітлера Генріха Гофмана Генрієттою. 1942 року у них народився старший син Ріхард. Всього у подружжя народилося четверо дітей.
Після війни Генрієтта фон Ширах була відправлена у трудовий табір, але в 1949 році була визнана невинною і звільнена. Відразу після звільнення вона оформила розлучення і була позбавлена батьківських прав. Всі діти росли і виховувалися в державних інтернатах та дитячих будинках.

## Нагороди[8]
- Національна книжкова премія (1938)
- Медаль «У пам'ять 13 березня 1938 року»
- Медаль «У пам'ять 1 жовтня 1938»
- Кавалер Великого хреста ордена Зірки Румунії (1939)
- Штурмовий піхотний знак в бронзі
- Залізний хрест 2-го класу
- Хрест Воєнних заслуг 2-го і 1-го класу
- Почесне кільце Віденської філармонії (30 березня 1942)
- Срібна медаль Віденської філармонії (1942)
- Почесний громадянин міст Брауншвейг і Мелле

### Відзнаки НСДАП
- Золотий партійний знак НСДАП
- Золотий почесний знак Гітлер'югенду (24 серпня 1938) — в 1942 році Ширах отримав унікальний варіант знаку — з дубовим листям, рубінами та діамантами.
- Медаль «За вислугу років у НСДАП»

## Галерея

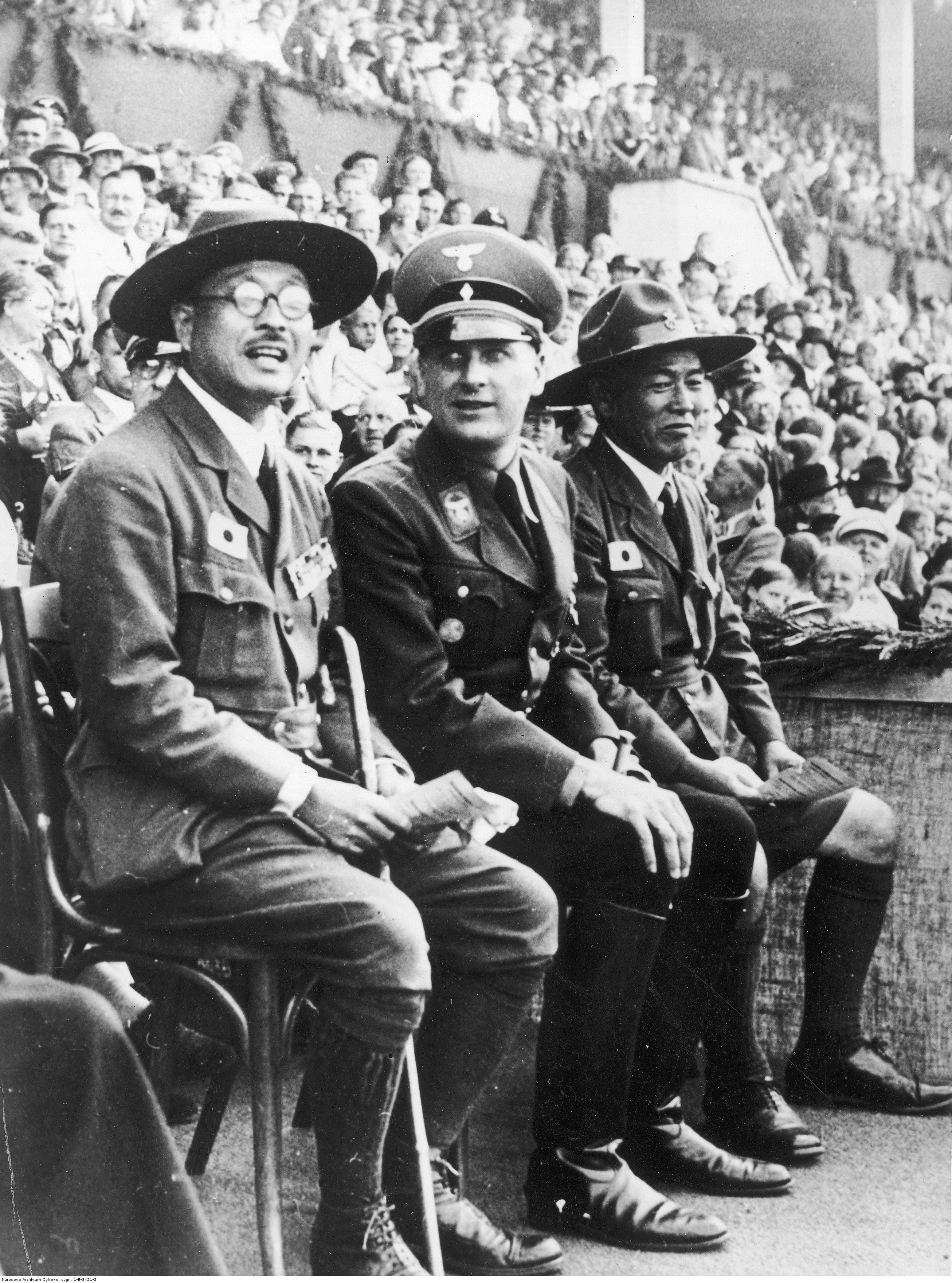
Ширах з лідером японської молоді Йошінорі Футара у Бремені (1937)
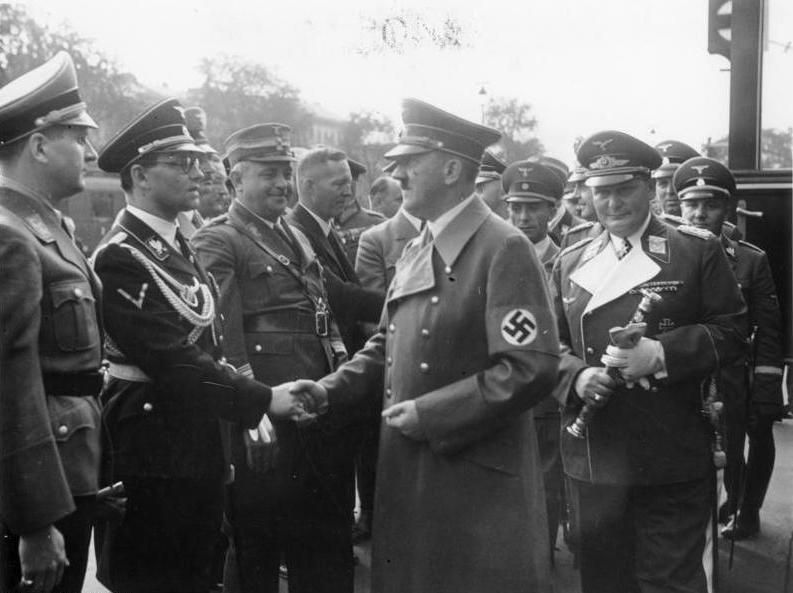
Гітлер вітається з Філіппом Боулером. Щирах — крайній ліворуч (Мюнхен, 1938)
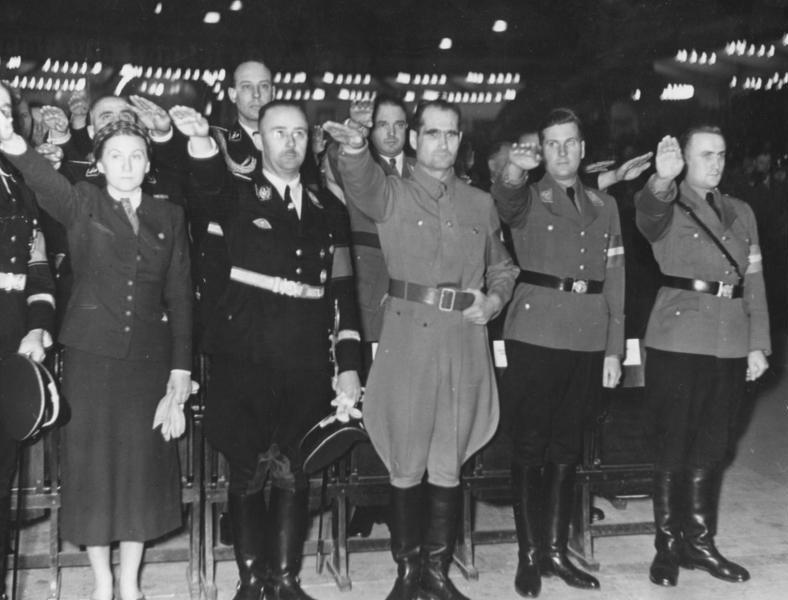
Ширах (другий праворуч) під час з'їзду Гітлер'югенду в Берлінському палаці спорту (13 лютого 1939)
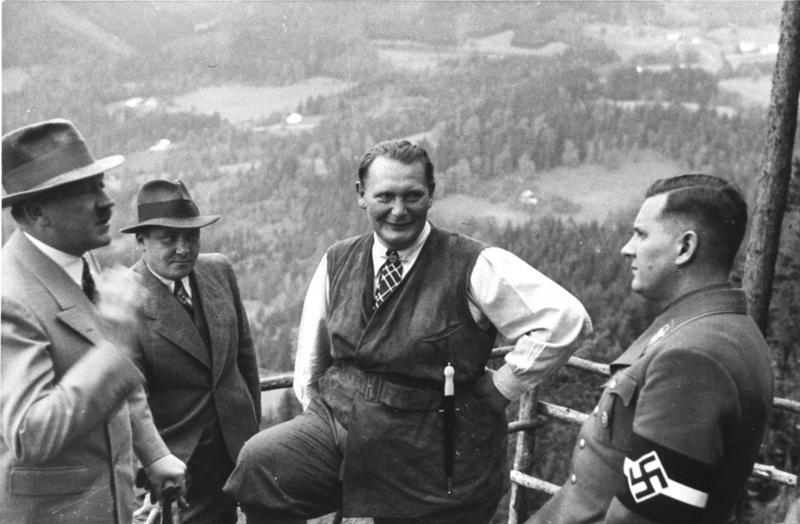
Зліва направо: Адольф Гітлер, Мартін Борман, Герман Герінг і Бальдур фон Ширах (Оберзальцберг)
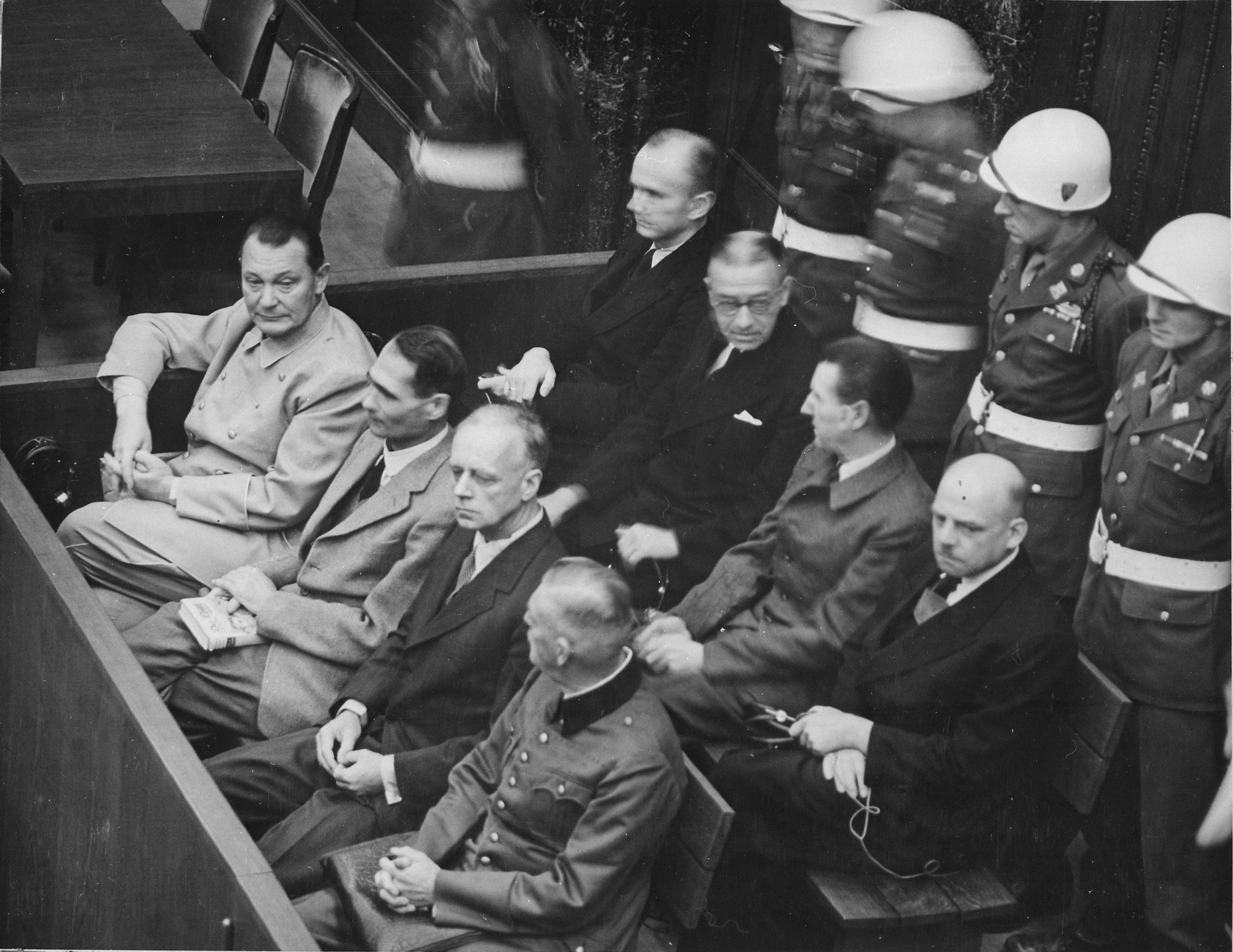
Підсудні Нюрнберзького процесу. Ширах — другий праворуч у другому ряду